# بند قیصر
پل شادُروان/شادِروان شوشتر یا بند قیصر قدیمی‌ترین پل ایران، و یکی از کهن‌ترین پل‌های جهان و مربوط به دوران ساسانی است. این پل‌بند بزرگ‌ترین پل بند سنگی جهان، یکی از میراث جهانی یونسکو و یکی از بخش‌های ۱۳ گانه سیستم آبی تاریخی شوشتر است. پل شادروان شوشتر دارای ۴۴ دهنه بوده که اکنون برخی دهانه‌های آن از بین رفته‌ است. وصف ساخت پل در شاهنامه فردوسی آمده‌ است. فردوسی معمار پل را برانوش سپهدار اسیر شده رومی معرفی می‌کند، که در ازای ساخت پل به او وعده آزادی داده می‌شود. و پس از ساخت آزاد می‌گردد.
به موجب روایات شرقی شاپور یکم شاهنشاه ساسانی پس از اسارت والریانوس امپراتور روم او را مجبور کرد که در ساختن این پل-بند در شوشتر کار کند. این سد ۱۵۰۰ قدم طول داشت و برای برگرداندن آب کارون از طریق رود تاریخی داریون به مزارع بکار می‌رفت. احتمال قوی می‌رود که شاهنشاه ایران اسیران رومی را در ناحیهٔ گندی شاپور و شوشتر مستقر کرده باشد.

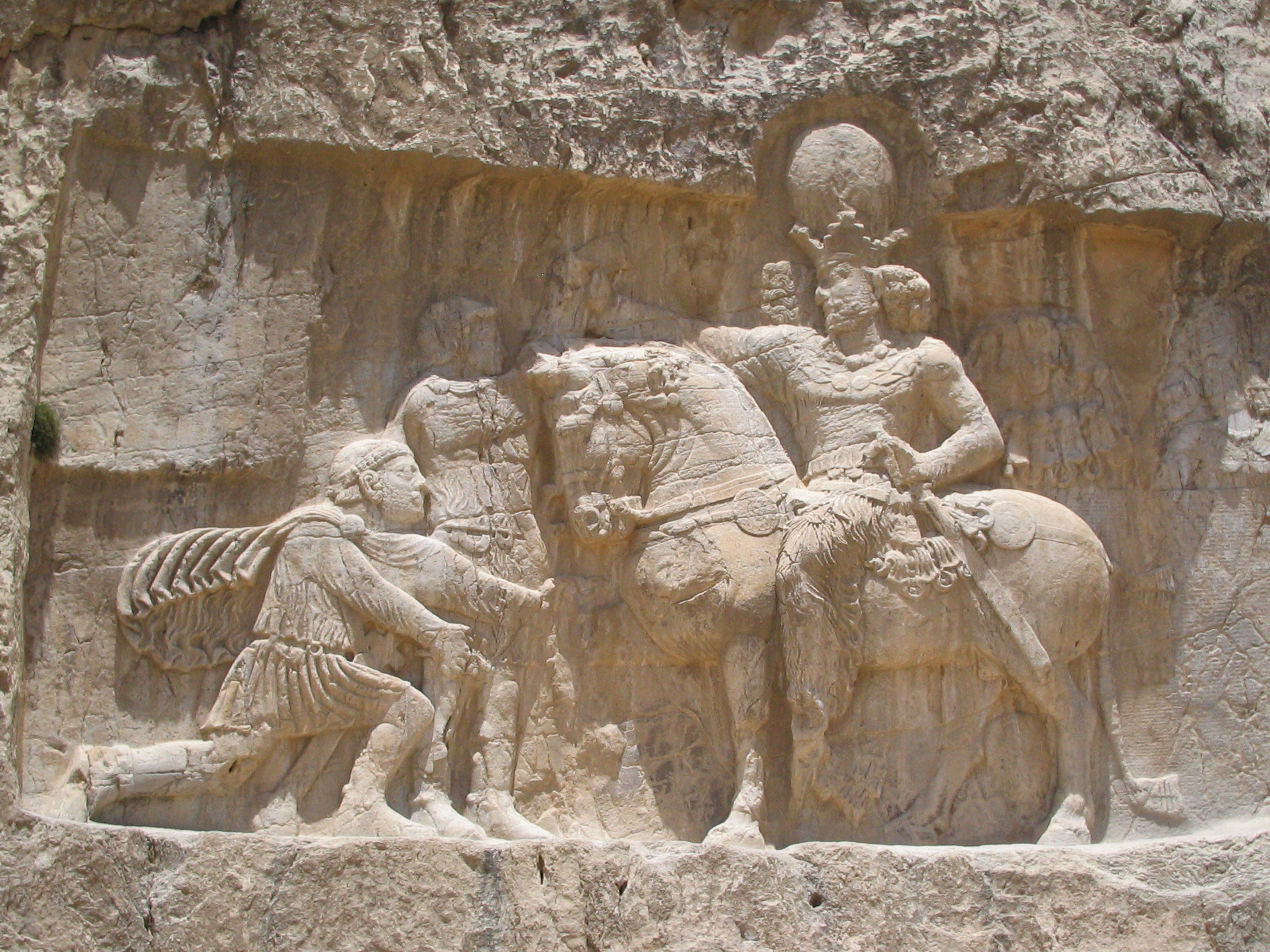
شاپور یکم ساسانی در نقش رستم، شاپور ساسانی از اسیران رومی در ساخت پلها و بندها و رودها در شوشتر استفاده کرد. این نقش، شکست والریانوس، امپراتور روم را به تصویر می‌کشد.

## ثبت ملی و ثبت در فهرست میراث جهانی

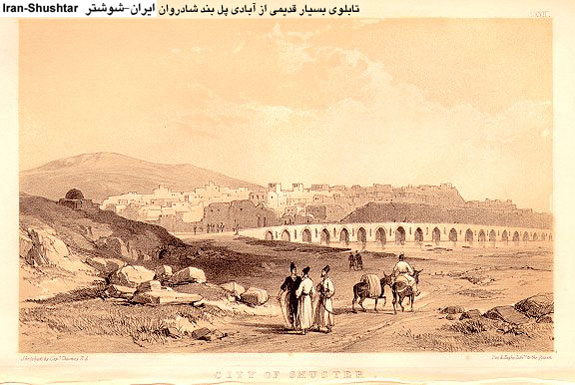
نقاشی بند قیصر (شادُروان) در دهه ۱۸۸۰ میلادی

بند قیصر یا پل شادُروان شوشتر در تاریخ ۱۵ دی ۱۳۱۰ با شمارهٔ ثبت ۷۸ به‌عنوان یکی از آثار ملی ایران به ثبت رسید. در سال ۲۰۰۹ نیز
این پل-بند به همراه ۱۵ اثر تاریخی آبی دیگر شوشتر به صورت یکجا در نشست سالانه کمیته میراث جهانی یونسکو در ۲۶ ژوئن ۲۰۰۹ (۵ تیرماه ۱۳۸۸) در شهر سویل اسپانیا، با احراز معیارهای ۱، ۲ و ۵ با عنوان نظام آبی تاریخی شوشتر به عنوان دهمین اثر ایران در فهرست میراث جهانی یونسکو با شماره ۱۳۱۵ به ثبت رسید.

## پیشینه

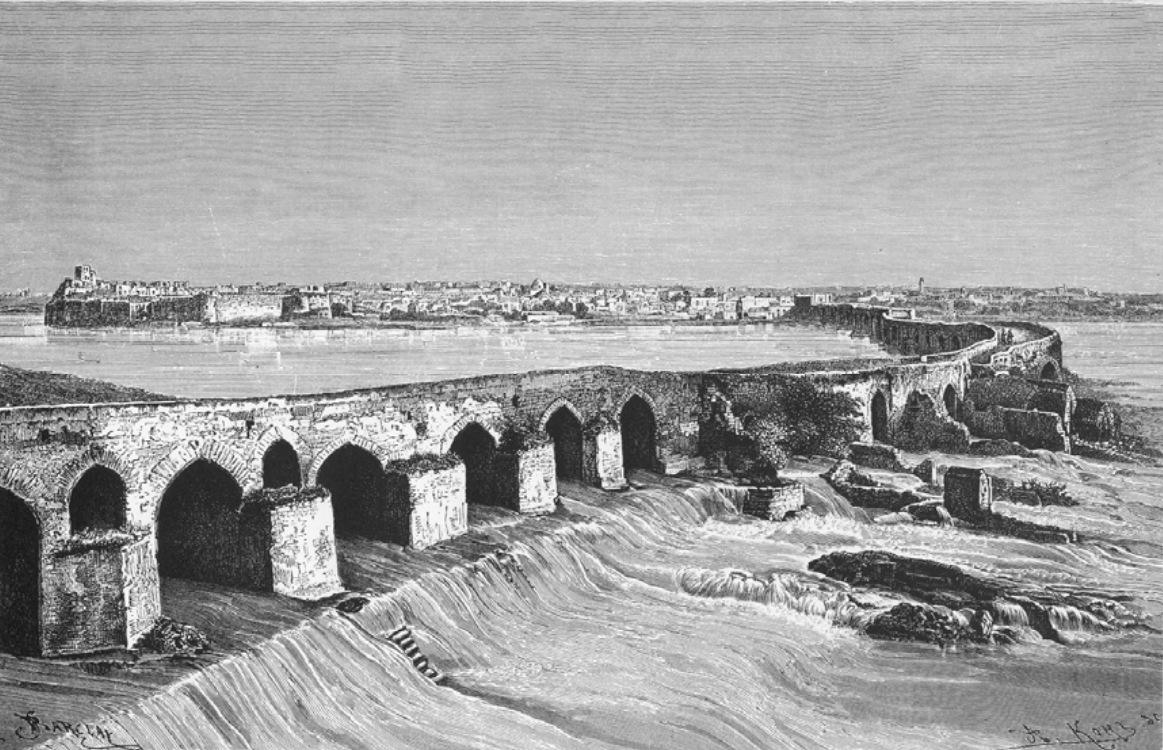
نقاشی بند قیصر (شادُروان) در دهه ۱۸۸۰ میلادی

این سد ۱۵۰۰ قدم طول داشت و احتمال قوی می‌رود که شاهنشاه ساسانی ایران برای ساخت آن اسیران رومی را در ناحیهٔ گندی شاپور و شوشتر بکار گماشته باشد. پل بند شادروان دارای ۴۴ دهانه بوده که درحال حاضر تعداد ۳۷ دهانه آن موجوداست. در ظاهر، این پل در طول تاریخ چند بار به عمد تخریب شده‌است.

## ساخت پل بنا برشاهنامه فردوسی[۶]
فردوسی در شاهنامه ساخت این پل را به دوره شاپور یکم ساسانی، توسط معمار رومی برانوش که اسیر جنگی بود، نسب می‌دهد، که در مقابل به برانوش وعده آزادی پس از ساخت پل را می‌دهد. فردوسی در شاهنامه ساخت پل شادروان را چنین آورده‌است.
| همی برد هر سو برانوش را       |  | بدو داشتی در سخن گوش را      |
| یکی رود بد پهن در شوشتر       |  | که ماهی نکردی برو بر گذر     |
| برانوش را گفت گر هندسی        |  | پلی ساز آنجا چنان چون رسی    |
| که ما بازگردیم و آن پل به جای |  | بماند به دانایی رهنمای       |
| به رش کرده بالای این پل هزار  |  | بخواهی ز گنج آنچه آید به کار |
| تو از دانشی فیلسوفان روم      |  | فراز آر چندی بران مرز و بوم  |
| چو این پل برآید سوی خان خویش  |  | برو تازیان باش مهمان خویش    |
| ابا شادمانی و با ایمنی        |  | ز بد دور وز دست اهریمنی      |
| به تدبیر آن پل به‌استاد مرد    |  | فراز آوریدش بران کارکرد      |
| بپردخت شاپور گنجی بران        |  | که زان باشد آسانی مردمان     |
| چو شد شه برانوش کرد آن تمام   |  | پلی کرد بالا هزارانش گام     |
| چو شد پل تمام او ز شوشتر برفت |  | سوی خان خود روی بنهاد تفت    |

## نگارخانه

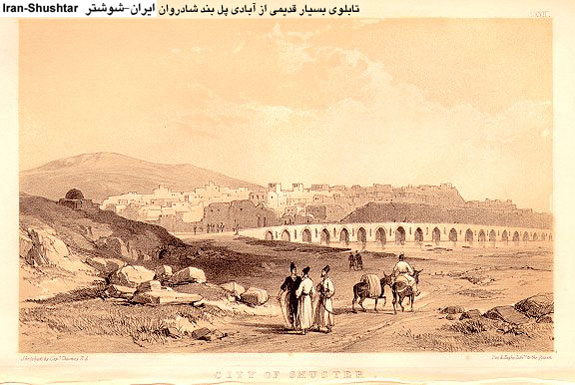
نقاشی پل شادروان
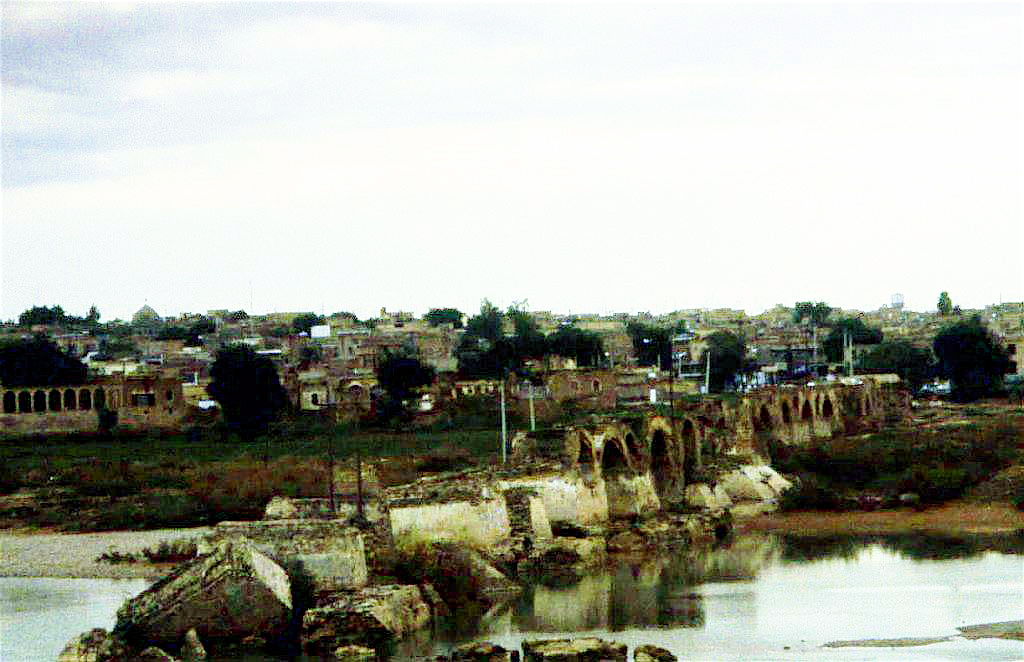
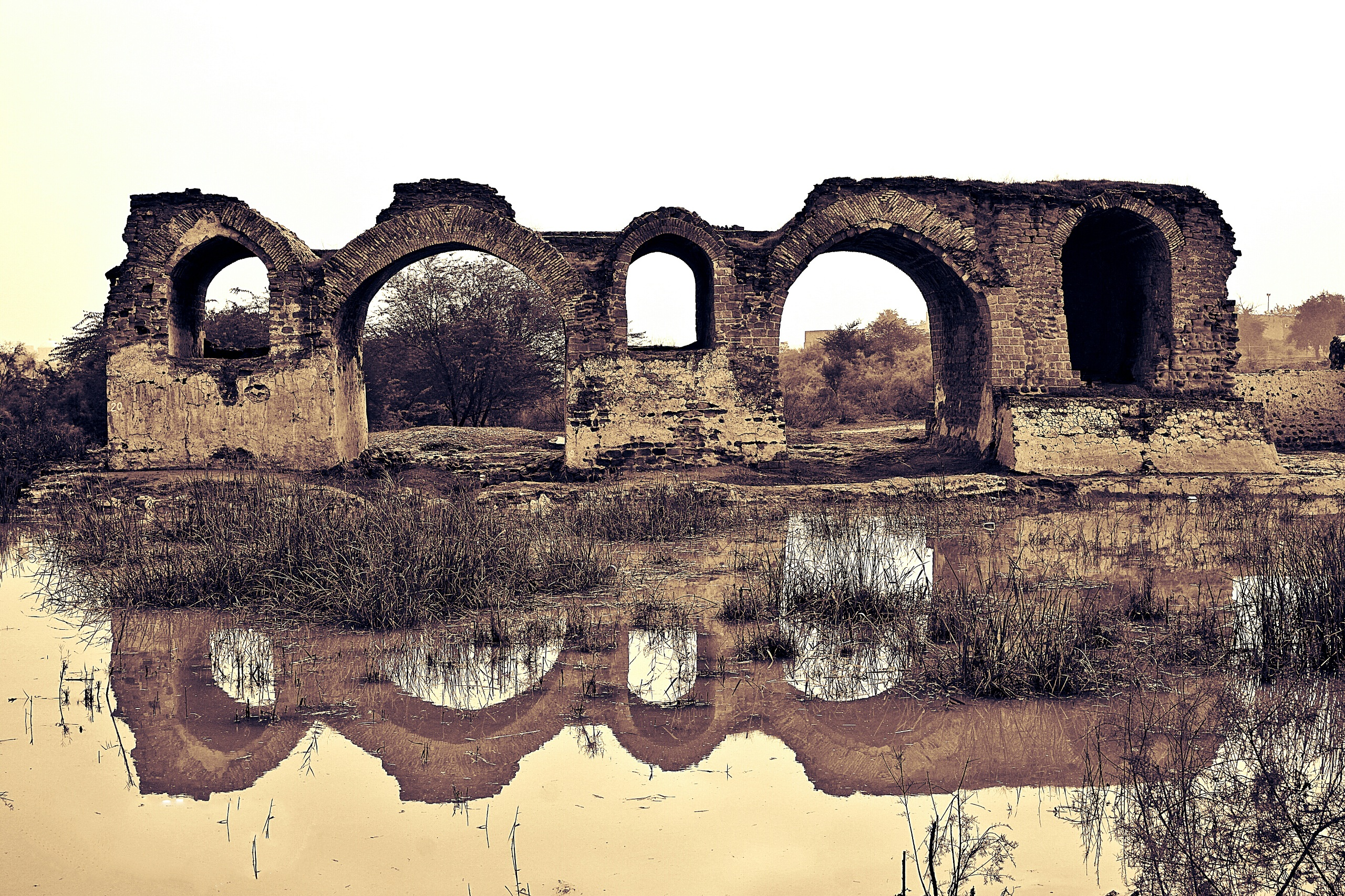
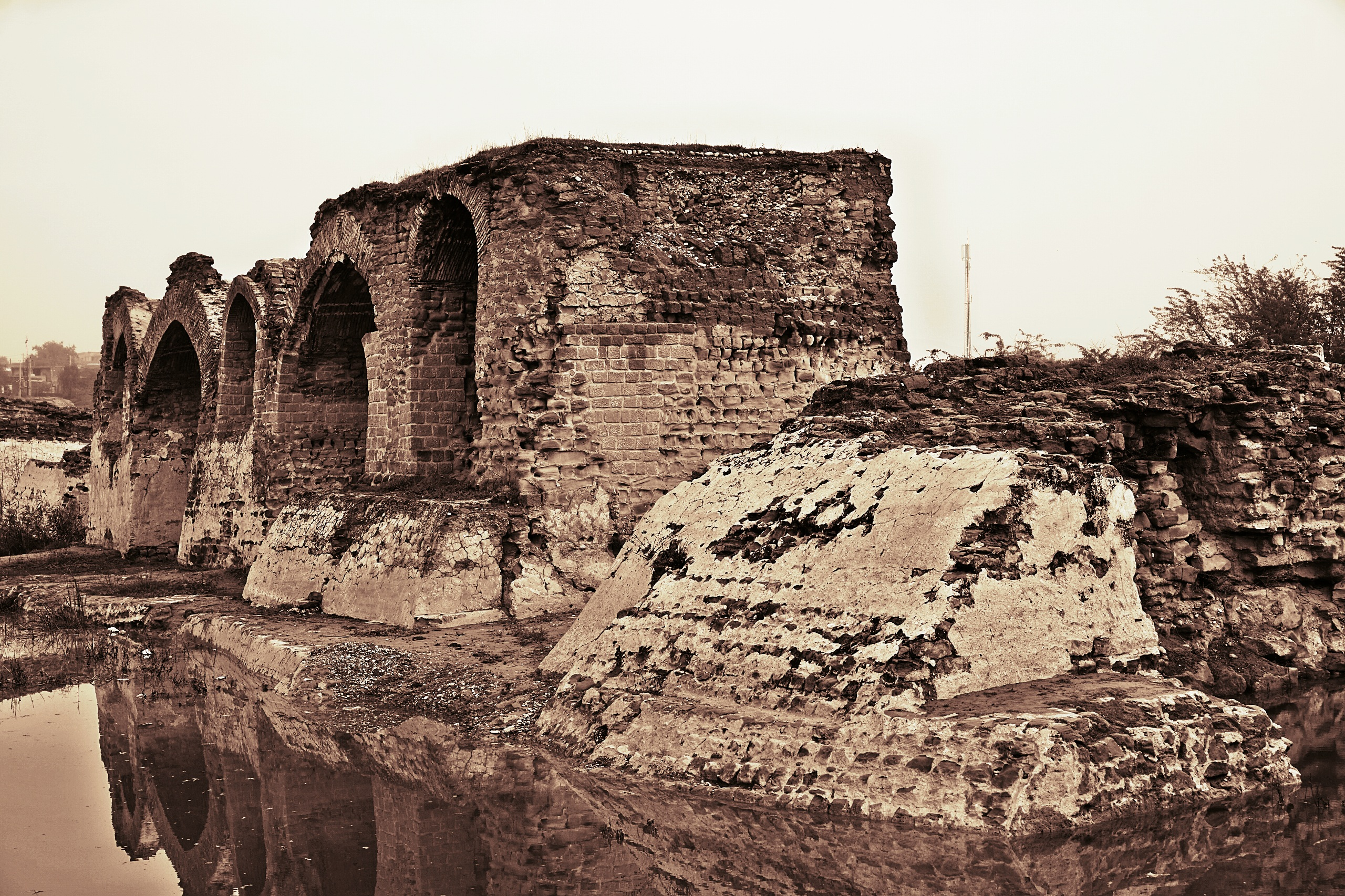
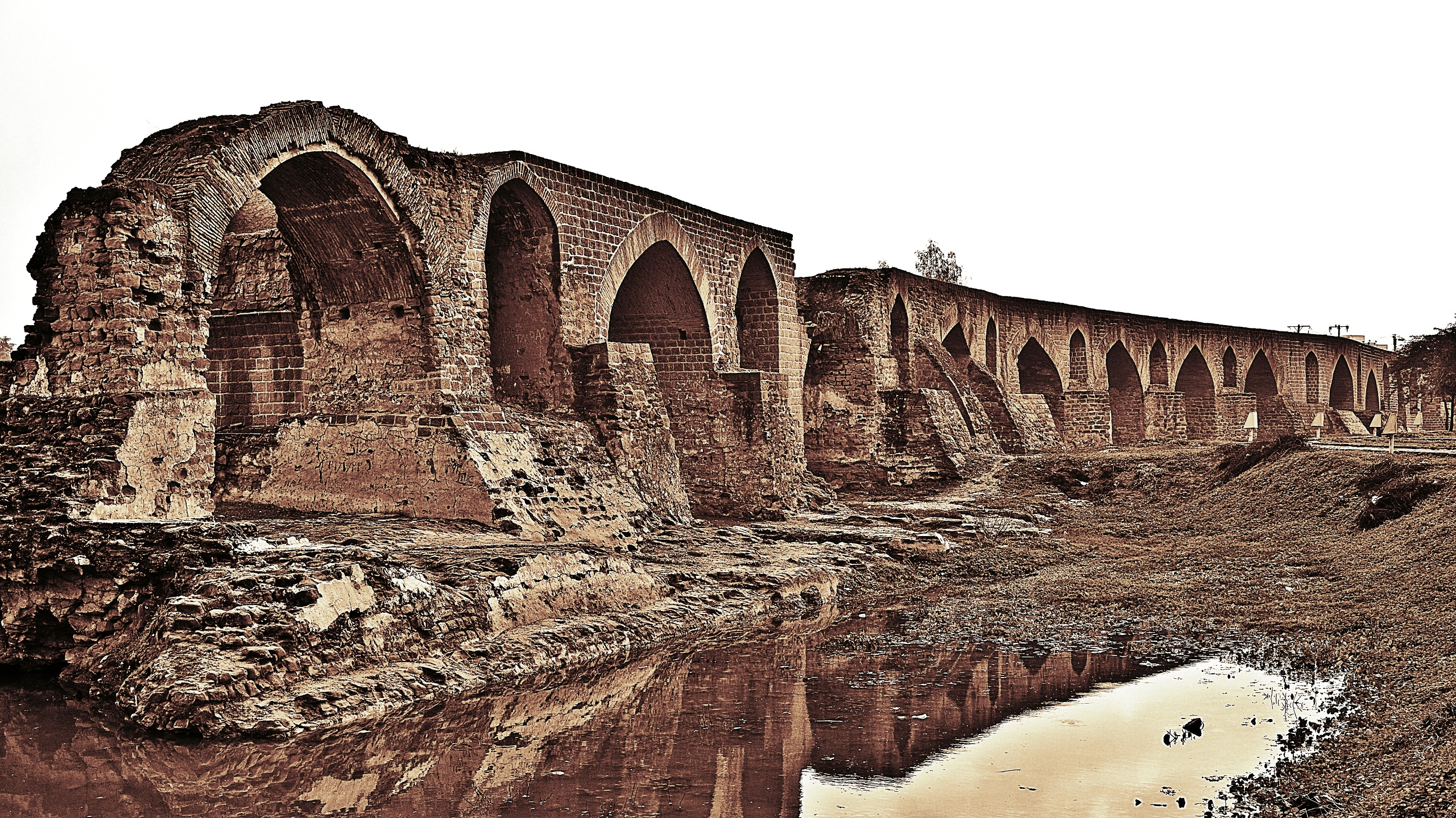
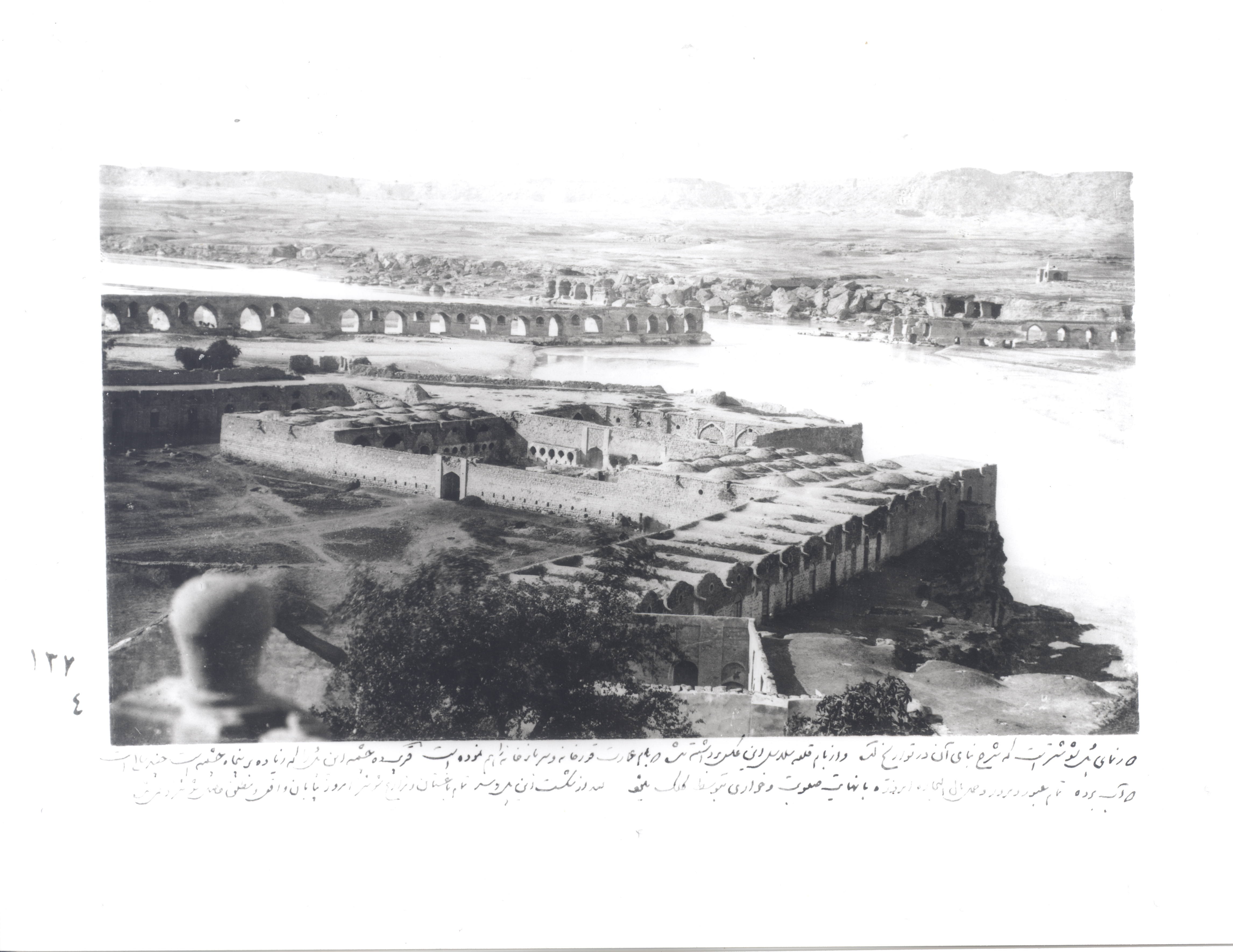
پل شادروان که توسط دوربین ناصرالدین شاه قاجار ثبت گردیده است.